# Club Honor y Patria
Club Honor y Patria – argentyński klub piłkarski z siedzibą w mieście Bernal leżącym w obrębie zespołu miejskiego Buenos Aires.

## Osiągnięcia
- Mistrz drugiej ligi (3): 1914, 1926, 1929

## Historia
Klub Honor y Patria założony został w 1911 roku. W 1929 awansował do pierwszej ligi – w pierwszoligowym debiucie w 1930 roku zajął przedostatnie, 35. miejsce i spadł z ligi. Honor y Patria nigdy już nie zagrał w najwyższej lidze Argentyny.
W jedynym pierwszoligowym występie Honor y Patria rozegrał 35 meczów, z których 4 wygrał, 6 zremisował i 25 przegrał uzyskując 14 punktów. Klub zdobył 30 bramek i stracił 91 bramek.
W latach 1939–1943 piłkarskiego rzemiosła uczył się w klubie Honor y Patria Rodolfo Micheli – późniejszy znakomity napastnik reprezentacji Argentyny, mistrz Ameryki Południowej z 1955 roku.